# Stazione di Monguelfo-Valle di Casies
La stazione di Monguelfo-Valle di Casies (in tedesco Bahnhof Welsberg) è una stazione ferroviaria posta sulla linea Fortezza-San Candido. Serve i comuni di Monguelfo-Tesido e di Valle di Casies.

## Servizi
La stazione dispone di:
- Biglietteria automatica
- Sala d'attesa
- Servizi igienici

## Interscambi
Adiacente alla stazione è presente una fermata delle autolinee urbane e interurbane.
- Stazione taxi
- Fermata autobus